# Ryan Mountain
Ryan Mountain (1663 m) ist ein Berg im Joshua Tree National Park.
Der Gipfel ist ein beliebtes Wanderziel im Nationalpark aufgrund der guten Aussichten ins Pinto Basin, Lost Horse Valley, Queen Valley und Pleasant Valley.
Er wurde nach J.D. Ryan benannt, einem wohlhabenden Rancher im Park.